# Michail Iossifowitsch Dubson
Michail Iossifowitsch Dubson (russisch Михаил Иосифович Дубсон; * 18. Oktober 1899 in Smolensk; † 10. März 1961 in Leningrad) war ein sowjetischer Filmregisseur und Drehbuchautor.
Dubson studierte von 1916 bis 1920 Jura an der Moskauer Universität (MGU) und war von 1925 bis 1930 hauptberuflich in der sowjetischen Handelsvertretung in Berlin beschäftigt. Nebenher besuchte er deutsche Filmstudios und inszenierte im Jahr 1929 zwei Filme in Deutschland: Zwei Brüder und Giftgas, für den er den russischen Drehbuchautor Natan Sarchi und die Schauspielerin Vera Baranowskaja zur Mitarbeit gewinnen konnte.
Ab 1930 arbeitete Dubson als Regisseur und Drehbuchautor in der Sowjetunion beim Film; zunächst in den Meschrabpom-Studios, ab 1933 bei Lenfilm in Leningrad. Zu seinen bekanntesten Werken gehören Die Grenze (1935) und Sturm (1957).
Im Juni 1929 heiratete er in Berlin die Schauspielerin Hilde Jennings.